# Albert Russell Main
Albert „Bert“ Russell Main CBE FAA FANZAAS (geboren am 6. März 1919 in Perth, Western Australia; gestorben am 3. Dezember 2009 ebenda) war ein australischer Zoologe und Hochschullehrer.
Mains Forschungen umfassten zahlreiche Teilgebiete der Zoologie. Von herausragender Bedeutung sind seine Forschungen an Froschlurchen, mit denen er einer der Begründer der Bioakustik wurde, seine ökologischen Untersuchungen an Beuteltieren, und seine Beiträge zur Erforschung der Biodiversität in Western Australia.

## Leben
Bert Main wuchs zunächst mit zwei jüngeren Geschwistern auf einem kleinen Weingut im westaustralischen Swan Valley auf. Nach der Aufgabe des Familienbetriebs und dem Umzug der Familie besuchte er eine Schule in Midland Junction. Nach dem Schulabschluss nahm er mit 15 Jahren eine Tätigkeit als Bürobote im Landwirtschaftsministerium in Perth auf, wo er bald anspruchsvollere Aufgaben erhielt. Zugleich belegte an einer Abendschule Kurse in Buchhaltung und zur Studienvorbereitung.
Mit 17 Jahren trat Main zunächst als Freiwilliger in eine Einheit der Zivilverteidigung ein. Ab Februar 1943 diente er in einem Infanterie-Bataillon der Australian Imperial Force, wechselte jedoch bald zur Royal Australian Air Force. Im Anschluss an seine Ausbildung zum Navigator wurde Main nach Wolverhampton versetzt und flog in einer Avro Lancaster Luftangriffe auf Deutschland. Bei einem seiner Einsätze wurde seine Maschine Anfang 1945 abgeschossen, die Mannschaft konnte sich mit den Fallschirmen aus dem brennenden Flugzeug retten. Eine Woche lang versuchte der beim Absprung verletzte Main sich nach Holland durchzuschlagen, wurde aber an einem Morgen von einem Bauern in einem Heuhaufen entdeckt und den Behörden übergeben. Das Ende des Zweiten Weltkriegs erlebte er als Kriegsgefangener im Stammlager VII A in Moosburg an der Isar.
Nach seiner Rückkehr nach Australien verbrachte Main, der auf 43 Kilogramm abgemagert war und noch Jahrzehnte an den Folgen der Unterernährung während der Kriegsgefangenschaft litt, einige Zeit in einem Militärhospital. Anschließend kehrte er vorübergehend an seinen Arbeitsplatz im Landwirtschaftsministerium zurück. 1947 nahm Main an der University of Western Australia ein vom Department of Post-War Reconstruction gefördertes Studium der Zoologie auf. Nach seinem Studium, das er als Bachelor With Honours abschloss, studierte er, gefördert durch das Fulbright-Programm, zwei Jahre lang an der University of Chicago. 1952 nahm er an der zoologischen Fakultät der University of Western Australia eine Stelle als Dozent an und begann ein Doktorandenstudium, das er 1956 mit Auszeichnung abschloss. Seine Dissertation behandelte die Systematik und die Evolution der Froschlurche. Mains Arbeit war eine der ersten bioakustischen Untersuchungen an Froschlurchen und führte mit der Einführung der Paarungsrufe männlicher Frösche als Merkmal zur Unterscheidung von Arten zur Erstbeschreibung einer großen Zahl von bislang unerkannten Arten.
1958 unternahm Main in Begleitung seiner Ehefrau Barbara York Main und der ersten Tochter eine von der Carnegie-Stiftung unterstützte Studienreise in die Vereinigten Staaten, während der beide Feldstudien und taxonomische Untersuchungen in den großen Naturkundemuseen durchführten. Auf dem Rückweg blieb das Paar sechs Monate in Großbritannien, wo Barbara York Main mit Förderung der International Federation of University Women die Typensammlung des Natural History Museum studierte und Bert Main sich mit den herpetologischen Sammlungen befasste. Barbaras Wunsch, auch die naturkundlichen Sammlungen deutscher Museen zu studieren, wurde nicht verwirklicht, da Albert mit Blick auf seine Kriegserlebnisse nicht nach Deutschland reisen wollte. Stattdessen wurde das Sammlungsmaterial zur Untersuchung nach London geschickt.
Seit einigen aufeinander folgenden Dürrejahren in den 1940er Jahren war die Schafpopulation in der westaustralischen Region Pilbara stark eingebrochen, demgegenüber hatten sich Bergkängurus dramatisch ausgebreitet und die früher in der Region dominierenden Roten Riesenkängurus verdrängt. In langjährigen Beobachtungen bis in die späten 1960er Jahre konnte Main mit seinen Mitarbeitern die Ursachen ergründen. Die Praxis der Brandrodung hatte zur Ausbreitung von mageren Gräsern der Gattung Spinifex geführt, der bevorzugten Nahrung der Bergkängurus, während die für die Weidehaltung der Schafe benötigten und von den Roten Riesenkängurus bevorzugten nährstoffhaltigen Gräser verdrängt wurden. Mains Forschungen erbrachten den Nachweis, dass in Pilbara anthropogene Veränderungen des Naturhaushalts in großem Maßstab wirksam wurden.
1967 wurde Main von der University of Western Australia eine Professur verliehen, die er bis zum Eintritt in den Ruhestand im Jahr 1983 innehatte. Zugunsten seiner Aufgaben in verschiedenen Behörden des Bundesstaates schränkte er seine Lehrtätigkeit ab 1970 stark ein, betreute aber noch bis 1986 Doktoranden.
Mains Forschungsschwerpunkt waren Amphibien, Ökologie und Biodiversität. Er bezog in seine Forschungen und in seine Lehrtätigkeit auch andere Großgruppen wie Reptilien, Vögel, Insekten und Beuteltiere ein. Weit über seine Hochschullaufbahn hinaus galt Main als einer der führenden Zoologen Australiens und als einer der Begründer der ökologischen Forschung auf dem Kontinent.
Seit 1958 war Main Mitglied eines westaustralischen Expertengremiums zum Naturschutz. Ein Höhepunkt der Tätigkeit war 1965 die Veröffentlichung eines Berichts, der die Einrichtung mehrerer bedeutender Nationalparks und Naturschutzgebiete in Westaustralien empfahl. Main war 1972 Gründungsmitglied und von 1982 bis 1985 Leiter der Western Australian Environmental Protection Authority, der Umweltschutzbehörde des Bundesstaates Western Australia. Zeitweilig war er Vorsitzender des Aufsichtsgremiums für Zoos und der Nationalparkbehörde von Western Australia. Mains Tätigkeiten führten zur Gründung einer Reihe von Nationalparks und Naturschutzgebieten in Western Australia, die als unverzichtbares Element zum Schutz der australischen Biodiversität gelten. Darüber hinaus war er Mitglied einer Reihe von Gremien der Hochschulverwaltung von Western Australia.
Main war Ende des 20. Jahrhunderts einer der ersten bedeutenden Kritiker der in Western Australia geübten Praxis, große Flächen durch kontrollierte Feuer abzubrennen. Die Befürworter beriefen sich auf das Vorkommen natürlicher Buschfeuer, die bereits von den Aborigines durchgeführten Brandrodungen, und die vermeintliche Anpassung zahlreicher Arten an periodisch auftretende Feuer. Main vertrat hingegen die Auffassung, dass die „kontrollierten“ Buschfeuer ein deutlich größeres Ausmaß als die natürlich auftretenden oder die früher von den Aborigines genutzten Feuer haben. Zudem konnte er nachweisen, dass es sich bei den „Anpassungen an Feuer“ zahlreicher Pflanzen tatsächlich um Reaktionen auf die Nährstoffknappheit in den ariden und semi-ariden Lebensräumen handelt. Der von den „kontrollierten“ Buschfeuern in fragilen Ökosystemen verursachte Schaden übersteigt Main zufolge ihren Nutzen.
Die erste wissenschaftliche Veröffentlichung Mains war 1947 ein Beitrag zur künstlichen Vermehrung des in Western Australia endemischen Gehölzes Nuytsia floribunda, der als Halbschmarotzer an den Wurzeln bestimmter Wirtspflanzen parasitiert. Der Aufsatz erschien in der Zeitschrift des Western Australian Naturalists’ Club. In den 1950er und 1960er Jahren folgte eine Anzahl von naturkundlichen Führern und Handbüchern, überwiegend über Froschlurche, die von der Vereinigung herausgegeben wurden. Zahlreiche Erstbeschreibungen australischer Frösche und Revisionen höherer Taxa erfolgten durch Main oder unter seiner Beteiligung. In den letzten Jahren seiner wissenschaftlichen Laufbahn publizierte Main überwiegend über Themen wie Zoogeografie und Klimaschutz.
Main war seit 1969 Fellow der Australian Academy of Science und seit 1981 Fellow der Australian and New Zealand Association for the Advancement of Science die ihn 1990 mit der Mueller Medal ehrte. 1982 wurde er Ehrenmitglied der Royal Society of Western Australia. 1987 erhielt er die Ehrendoktorwürde der University of Western Australia. Die Australian Ecological Society zeichnete ihn 1988 mit ihrer Goldmedaille aus. Die American Society of Ichthyologists and Herpetologists ernannte ihn 1975 zum Ehrenmitglied. Daneben war Main Mitglied einer Reihe weiterer Vereinigungen von Zoologen und Ökologen, seine Mitgliedschaft im Western Australian Naturalists’ Club währte mehr als 60 Jahre.
Am 31. Dezember 1980 wurde Main aufgrund seiner Verdienste um Bildung und Wissenschaft zum Kommandeur des Order of the British Empire ernannt. Am 1. Januar 2001 wurde er für seine Verdienste um die australische Gesellschaft und seine zoologischen Forschungen mit der australischen Centenary Medal ausgezeichnet.
Zu Ehren von Bert Main wurde eine Reihe von Tierarten benannt. Die Gattung Bertmainius ist eine 2015 beschriebene Gattung der Vogelspinnenartigen (Familie Migidae).
1952 heiratete er Barbara York Main, eine Doktorandin der University of Western Australia und bedeutende Arachnologin, die er bereits 1947 an der Universität kennengelernt hatte. Das Paar hatte drei Kinder und betrieb seine Forschungen, einschließlich Feldstudien und Reisen nach Europa und in die Vereinigten Staaten, häufig gemeinsam.

## Veröffentlichungen (Auswahl)
- Artificial propagation of Nuytsia floribunda. In: Western Australian Naturalist 1947, Band 1, Nr. 2, S. 25 und 31, ISSN 0508-4865.
- A Key to the Frogs of South-Western Australia. Handbook No. 3. Western Australian Naturalists Club, Perth 1954, OCLC 12246896.
- A Guide for Naturalists. Handbook No. 4. Western Australian Naturalists Club, Perth 1954.
- mit A. K. Lee und M. J. Littlejohn: Evolution in three genera of Australian frogs. In: Evolution 1958, Band 12, S. 224–233, doi:10.1111/j.1558-5646.1958.tb02949.x.
- Frogs of Southern Western Australia. Handbook No. 8. Western Australian Naturalists Club, Perth 1965, OCLC 875625846.
- Ecology, systematics and evolution of Australian frogs. In: J. B. Cragg (Hrsg.): Advances in Ecological Research, Vol. 5. Academic Press, London 1968, S. 37–86.
- mit Andrew A. Burbidge und John A. W. Kirsch: Relationships within the Chelidae (Testudines, Pleurodira) of Australia and New Guinea. In: Copeia 1974, Nr. 2, 392–409, doi:10.2307/1442534.
- Adaptations of Australian vertebrates to desert conditions. In: David W. Goodall (Hrsg.): Evolution of Desert Biota. University of Texas Press, Austin 1975, S. 101–131, ISBN 0-292-72015-7.
- mit H. J. Bakker: Adaptation of macropod marsupials to aridity. In: Allen Keast (Hrsg.): Biogeography and Ecology in Australia. W. Junk, Dordrecht 1981, S. 1489–1519, OCLC 717989096.
- Rare species: precious or dross. In: R. H. Groves und W. D. L. Ride (Hrsg.): Species at risk. Research in Australia. Springer, Berlin und Heidelberg 1982, S. 163–174, ISBN 978-3-642-68524-8.
- Greenhouse Strategy for Western Australia. The Western Australian Greenhouse Coordinating Council, Perth 1990.